# Óföldeák
Óföldeák is een plaats (község) en gemeente in het Hongaarse comitaat Csongrád. Óföldeák telt 522 inwoners (2002).

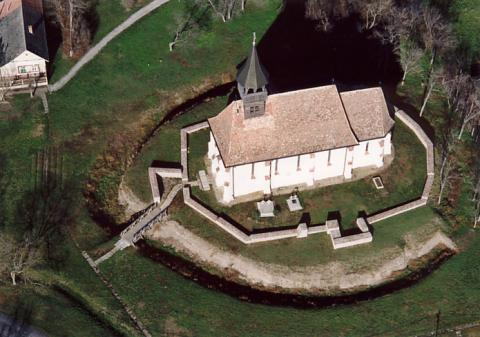
Luchtopname van Katholieke kerk van Óföldeák